# General Dynamics Ajax
Ajax, (Scout SV) (Phương tiện trinh sát đặc biệt), là một nhóm các Phương tiện chiến đấu bọc thép do General Dynamics UK phát triển cho Quân đội Hoàng gia Anh.
Ajax là một phiên bản phát triển dựa trên xe bọc thép ASCOD mà Tây Ban Nha và Áo đang trang bị. ASCOD được phát triển theo thỏa thuận giữa Steyr-Daimler-Puch Spezialfahrzeug và Santa Bárbara Sistemas đầu những năm 1990. Cả hai công ty này sau đó bị mua lại bởi General Dynamics đầu những năm 2000.
Năm 2010, General Dynamics UK đã được chọn là đơn vị chiến thắng trong hợp đồng phát triển Hệ thống phản ứng nhanh tương lai với Nền tảng cơ sở chung ASCOD, đánh bại đề xuất CV90 của BAE Systems. Xe chiến đấu bộ binh Ajax sẽ được mua theo một số biến thể với những xe đầu tiên dự kiến được giao vào năm 2017. Tuy nhiên đã có chậm trễ khiến thời gian bàn giao lùi xuống tháng 1 năm 2020, khả năng hoạt động ban đầu dự kiến đạt được vào tháng 7 năm 2020
Tháng 11 năm 2020, các cuộc thử nghiệm đã bị dừng lại do tiếng ồn và độ rung quá mức. Vào tháng 9 năm 2021, Jeremy Quin, Bộ trưởng Bộ Mua sắm Quốc phòng, trong một phản hồi bằng văn bản đã tuyên bố rằng các thử nghiệm về Ajax đã bị đình chỉ và rằng "không thể xác định được mốc thời gian thực tế để đưa xe Ajax vào hoạt động". Các cuộc thử nghiệm hạn chế đã được tiếp tục vào tháng 10 năm 2022, với các cuộc thử nghiệm có thể kéo dài đến đầu năm 2025.
Trong một tuyên bố vào tháng 3 năm 2023, Bộ Quốc phòng Anh (MOD) cho biết khả năng hoạt động đầy đủ dự kiến sẽ đạt được trong khoảng thời gian từ tháng 10 năm 2028 đến tháng 9 năm 2029, khi quân đội Anh đã hoàn tất huấn luyện và chuyển đổi sang phương tiện bọc thép mới.

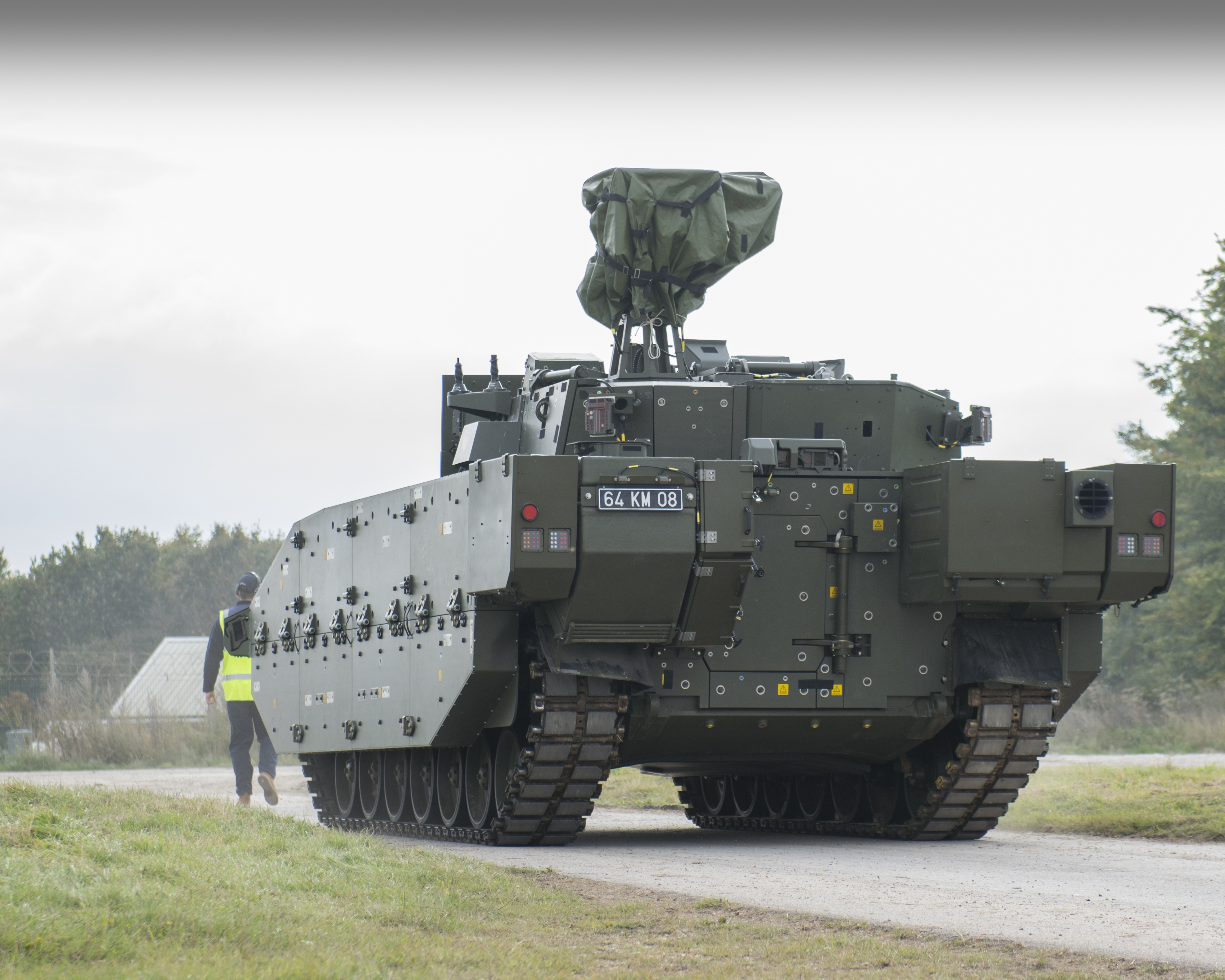
Phía sau của xe chiến đấu bộ binh Ajax tháng 10/2016

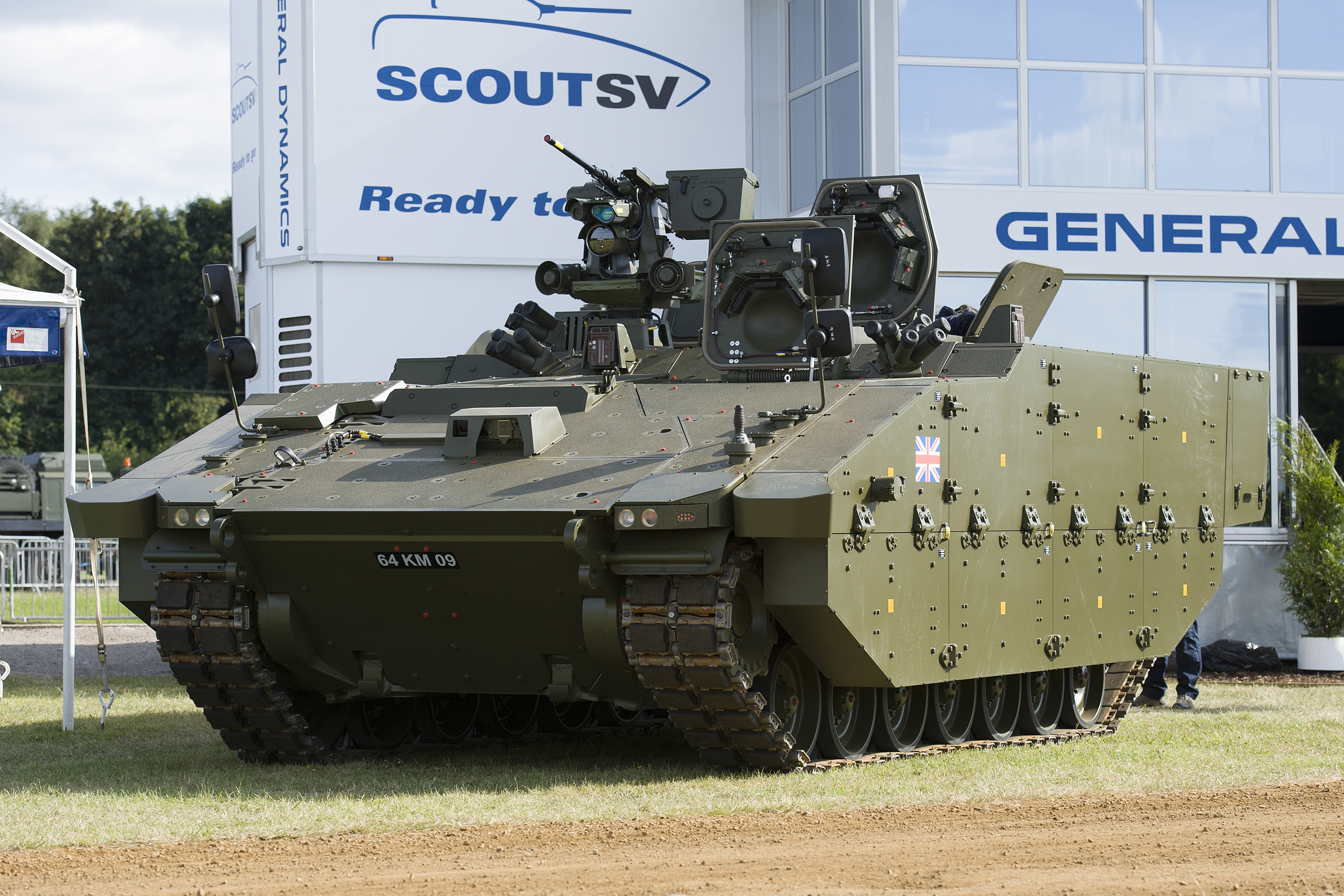
Nguyên mẫu tiền sản xuất của Ajax

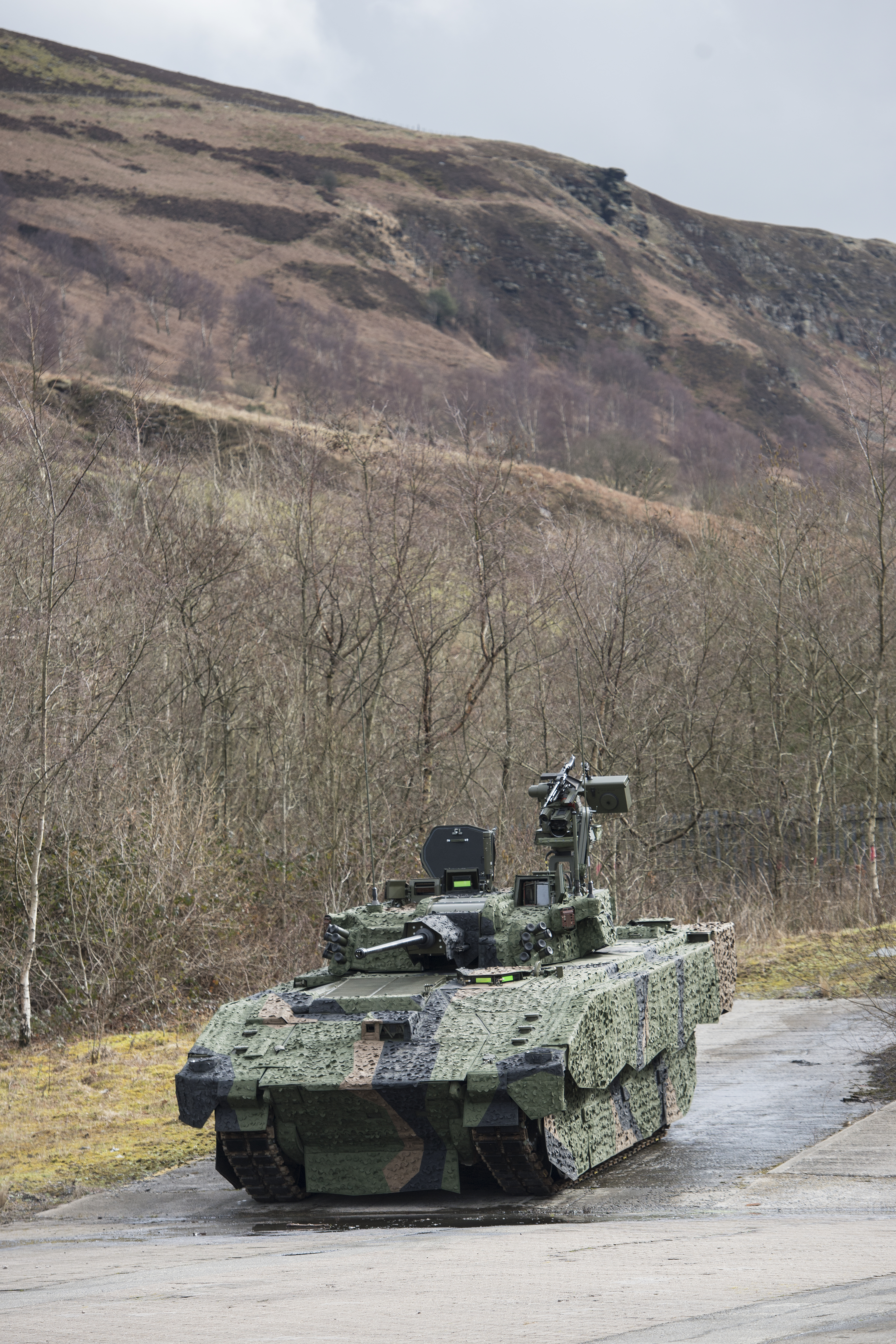
Nguyên mẫu Ajax trong cuộc thử nghiệm tháng 3/2016

## Vận hành
- United Kingdom – Đang phát triển – 245 Ajax, 93 Ares, 112 Athena, 50 Apollo, 38 Atlas và 51 Argus đã được đặt hàng.[10]